# 薛某
薛某（？—？），明朝人，是一名明朝政治人物。
薛某曾于接替游仲桂任漳州府知府一职，由叶亨接任。